# Església de la Sang de Llíria
L'església de la Sang de Llíria (Camp de Túria, País Valencià), també anomenada "Antiga Església de Santa Maria", està situada a la plaça de la Vila Antiga de l'esmentada localitat. Està catalogada com a Bé d'interès cultural, amb número d'anotació ministerial: RI - 51-0000165, i data de disposició de la seua catalogació com a Monument Nacional, de 29 de setembre de 1919.

## Història
L'església està situada al turó on s'assentava l'antiga ciutat medieval. Aixecada sobre l'antiga mesquita, va ser el primitiu temple parroquial fins al 1646, data en la qual el culte va passar a la nova església de l'Assumpció de la Mare de Déu, i es convertí en aquest moment en una confraria: la Confraria de la Sang.
Se sap que la seua construcció es va iniciar sota el bisbat d'Andreu d'Albalat, entre els anys 1253, data de la carta de poblament als veïns de Llíria, i 1262, amb la designació de l'Infant Pere, com a senyor de Llíria; i s'acabà l'obra probablement el 1279, poc temps després de la donació de la parròquia de Llíria al monestir de Portaceli.

## Descripció

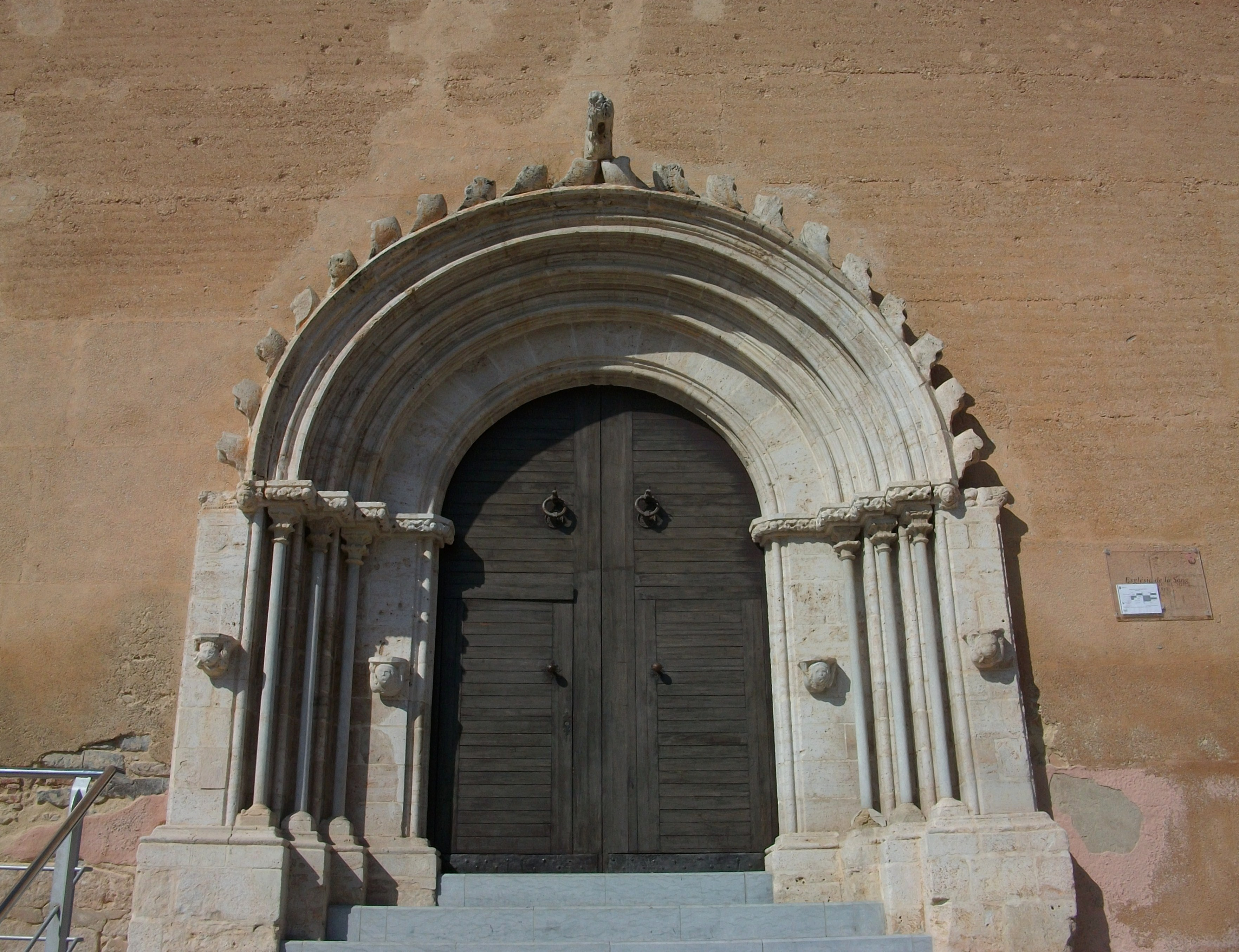
Portalada de l'església.

Per la seua estructura, es pot catalogar com a "església de conquesta", erigida en la transició del romànic al gòtic, entre els segle xiii i xiv. Presenta planta rectangular amb una sola nau (que hauria absorbit la sala d'oració hipòstila de la mesquita aljama), que està dividida en sis trams per cinc arcs diafragma apuntats, que sustenten la coberta, que és de fusta a dues aigües. Aquest enteixinat està decorat amb representacions cavalleresques, animals mitològics, motius vegetals i heràldics com la flor de lis. A la biga situada al presbiteri, apareixen tres escenes religioses excepcionals: la fugida a Egipte de Josep i Maria, la Mare de Déu amb nen i la crucifixió, en què es representa Crist crucificat amb la Verge i Sant Joan. En successives ampliacions, es van aixecar les capelles laterals, per la qual cosa no són totes iguals, ni tampoc utilitzen els mateixos materials de construcció, ja que els murs d'aquestes ampliacions són de maçoneria, mentre que la fàbrica inicial és de pedra picada, ni presenta policromia en la sostrada de fusta. En el primer espai entre els dos murs de càrrega (crugia), es va situar el cor de fusta (al qual es pot accedir per una escala d'estil gòtic mudèjar), mentre que a la resta de crugies s'instal·len les capelles dels segles xiv i xv, que van ser realitzades amb volta de creueria per sota del teginat.
La façana dels peus, que presenta la portada de l'església, està realitzada en tàpia i té a la part superior una espadanya de maó, mentre que la portada (que es va construir uns seixanta anys després de la primitiva porta lateral) està realitzada en pedra calcària, és esbocada i presenta tres arquivoltes amb fines columnetes. La façana lateral recau cap al sud-est, i conserva el mur original a la primera i última crugia, mentre que les restants estan ocupades per les capelles laterals. En la quarta crugia, destaca la portada lateral anomenada "Portal dels Hòmens " (senzilla portada amb un arc de mig punt adovellat), la qual dona pas a la capella de menor altura, en la qual se situa el púlpit. D'altra banda, a la façana nord-est, es trobava la casa abadia; en aquest mateix costat, es conserva un aljub amb tres naus cobertes amb volta de canó.
A l'interior, es poden contemplar obres pictòriques, entre les quals destaca El martiri de sant Pere de Verona i les escenes de La vida de santa Bàrbara.
També té aquesta església un campanar, que s'emplaça a la banda esquerra dels seus peus. Es tracta d'un campanar amb una base inferior, un segon cos massís i un tercer cos de campanes.